# ستيفن ديفيس (كاتب)
ستيفن ديفيس (بالإنجليزية: Stephen Davis)‏ هو كاتب سيناريو بريطاني، ولد في 18 يوليو 1950 في لندن في المملكة المتحدة.

## وصلات خارجية
- ستيفن ديفيس على موقع IMDb (الإنجليزية)
- ستيفن ديفيس على موقع أول موفي (الإنجليزية)
- ستيفن ديفيس على موقع قاعدة بيانات الأفلام السويدية (السويدية)
- ستيفن ديفيس على موقع قاعدة بيانات الفيلم (الإنجليزية)
- ستيفن ديفيس على موقع كينوبويسك (الروسية)